# Liste der Wegekreuze und Bildstöcke im Bonner Ortsteil Limperich
Die folgende Liste enthält die Wege-, Grabkreuze und Bildstöcke, die auf dem Gebiet des Bonner Ortsteils Limperich im Stadtbezirk Beuel nachgewiesen sind.
| Bild           | Bezeichnung  | Lage                                      | Beschreibung | Inschrift | Bauzeit         | Denkmalnummer |
| -------------- | ------------ | ----------------------------------------- | --- | --- | --------------- | ------------- |
| weitere Bilder |              | Kreuzherrenstraße/Eichendorffstraße Karte | Das Wegekreuz wurde 1875 errichtet und befindet sich heute an der Ecke Kreuzherrenstraße und Eichendorff-Weg. Dass das Kreuz früher 150 Meter weiter östlich stand und im Monat Oktober des Jahres 1875 errichtet wurde, ist urkundlich belegt. | Errichtet zu Ehre Gottes und zum Andenken der Verstorbenen aus der Familie der Geschwister Meyer. | 1875            |               |
| weitere Bilder | Totenleuchte | Kreuzherrenstraße 55 Karte                | Der Bildstock, eine sogenannte Totenleuchte, stammt aus der Zeit um 1500 und befindet sich heute an der Heilig-Kreuz-Kirche (Kreuzherrenstraße 55). Diese Art von Bildstöcken, im Volksmund Schöpflöffel genannt, sind aus den älteren Totenleuchten entwickelt worden. Die Nische diente ursprünglich zur Aufnahme eines Lichtes, später versah man die Nische mit Reliefs oder Statuen.                                                                                | | 17. Jahrhundert | A 2886        |
| weitere Bilder |              | Königswinterer Straße / Weinbergweg Karte | Das Wegekreuz wurde 1727 von den Limpericher Bürgern errichtet und befindet sich heute an der Ecke Weinbergweg und Königswinterer Straße. Dieses Kreuz ist eines von dreien, bei dem eindeutig feststeht, dass es von Bürgern des betreffenden Ortes gestiftet wurde. In einer Chronik aus dem Jahre 1890 wird bei diesem Kreuz auf ein Chronogramm mit dem Wortlaut MIssIo Verno XrIsto PenDVLo SaCrabat verwiesen. Reste davon sind auf dem Querbalken noch erkennbar. | Über der Muschelnische: I M I (Jesus, Maria, Josef?). Die Kragplatte schließt mit einem nicht mehr im Einzelnen erkennbaren Wappen ab. 1727 DEN 5. JVNINS HABEN DIE HONSCHAFD LIMBERG DEISES CREVTZ ZV EHREN GOTTES AVFFRICHTEN LASSEN | 1727            |               |
| weitere Bilder |              | Königswinterer Straße 136 Karte           | Das Wegekreuz 1866 errichtet und befindet sich heute an der Königswinterer Straße, vor der Halde des ehemaligen Steinbruchs. | Zu Ehren des Leidens und Sterbens Jesu Christi errichtet von den Eheleuten Wilhelm Maagh und Gertrud Wichartz zu Limperich 1866; An der Erdsockelplatte: J. Pertz                                                                      | 1866            |               |